# Claresholm
Claresholm är en ort i Kanada.   Den ligger i provinsen Alberta, i den södra delen av landet, 2 800 km väster om huvudstaden Ottawa. Claresholm ligger 1 034 meter över havet och antalet invånare är 3 808.
Terrängen runt Claresholm är platt. Trakten runt Claresholm är nära nog obefolkad, med mindre än två invånare per kvadratkilometer.. Claresholm är det största samhället i trakten.
Trakten runt Claresholm består till största delen av jordbruksmark.